# Якоб Єрмалович
Якуб Єрмалович (біл. Якуб Ермаловіч; *7 серпня 1910, село Вешевка, Ігуменський повіт, Мінська губернія, тепер Березинський район, Мінська область — †18 квітня 1987, Березинський район) — білоруський прозаїк.

## Біографія
Друкуватися почав у районних газетах в 1929 році, в центральних білоруських виданнях в 1931 році. В 1931 році закінчив Мстиславські дворічні педагогічні курси. Викладав у Могильовській області. У 1932–1933 роках — літпрацівник газети «Колективіст» в Червені Мінської області. В 1933 році вступив на літературний факультет МВПІ.
Був заарештований 2 жовтня 1936 року, засуджений до позбавлення волі. У 1939 році вирок було скасовано, але звільнений Якоб Єрмалович був лише у 1941 році (зі зняттям судимості).
В період німецької окупації мешкав у селі Вешевка. З вересня 1944 року працював вчителем білоруської мови та літератури у Беразіно, потім в середній школі села Погост Березинського району. В 1959 році заочно закінчив Могильовський педінститут. Член СП БРСР з 1961 року. Похований у селі Вешевка.